# Arthroleptis francei
Espèce
Synonymes
- Arthroleptis adolfifriederici francei Loveridge, 1953

Statut de conservation UICN

 VU  : Vulnérable
Arthroleptis francei est une espèce d'amphibiens de la famille des Arthroleptidae.

## Répartition
Cette espèce se rencontre au Malawi dans les monts Mulanje et au Mozambique dans les monts Namuli de 700 à 2 900 m d'altitude.
Sa présence est incertaine dans les monts Zomba.

## Étymologie
Cette espèce est nommée en l'honneur de l'officier forestier Freddie H. France.

## Publication originale
- Loveridge, 1953 : Zoological results of a fifth expedition to East Africa. IV. Amphibians from Nyasaland and Tete. Bulletin of the Museum of Comparative Zoology, vol. 110, p. 325–406 (texte intégral).